# Muzej Turopolja
Muzej Turopolja, građevina u mjestu i gradu Velika Gorica, zaštićeno kulturno dobro. U njoj je smješten zavičajni muzej toga kraja.

## Opis
Zidana jednokatnica baroknih obilježja sagrađena je 1765. godine kao vijećnica Plemenite općine turopoljske. Pravokutnog je tlocrta s arkadnim trijemom u prizemnoj zoni zapadnog pročelja i manjom dogradnjom iz 19. stoljeća. Prostorije su svođene, a na katu dekorirane štukom i oslikom. Osim izvorne prostorne dispozicije sačuvan je velik dio izvorne opreme. Zgrada je rijedak primjer zidanja opekom u 18. st. na turopoljskom području, najznačajnija je barokna građevina grada Velike Gorice i jedna od najznačajnijih u Turopolju.

## Zaštita
Pod oznakom Z-4334 zaveden je kao nepokretno kulturno dobro - pojedinačno, pravna statusa zaštićena kulturnog dobra, klasificirano kao "sakralna graditeljska baština".